# Luchthaven Tolmatsjovo

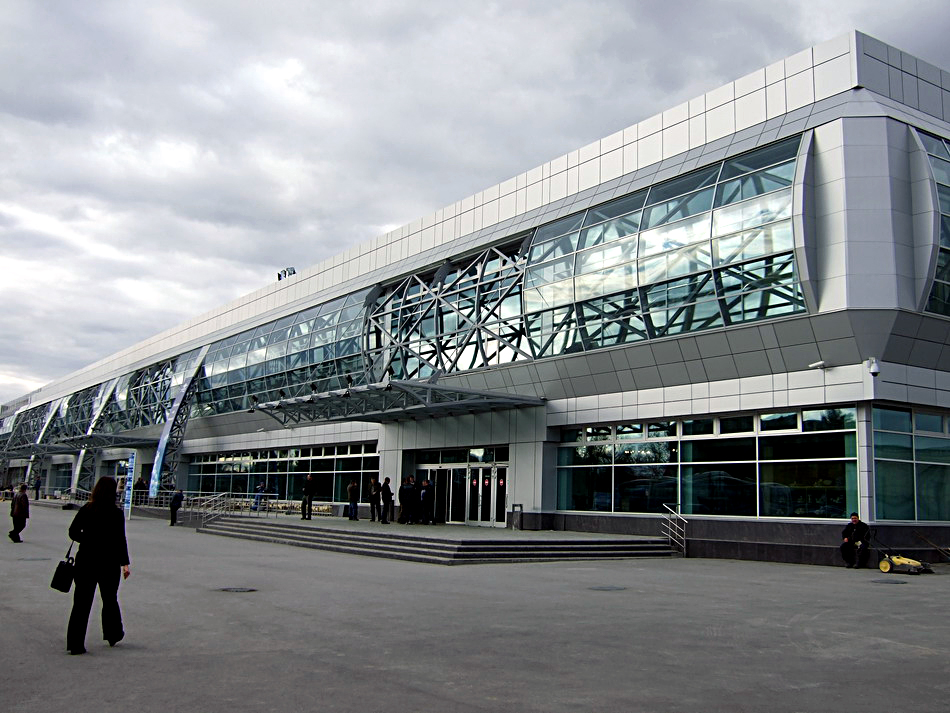
De nationale terminal

Luchthaven Novosibirsk-Tolmatsjovo (Russisch: Аэропорт Толмачёво; Aeroport Tolmatsjovo) is het vliegveld van de op twee na grootste stad van Rusland, Novosibirsk. De luchthaven heeft twee terminals, een voor binnenlandse en een voor buitenlandse vluchten. Er worden vluchten uitgevoerd naar alle bestemmingen binnen Rusland, de landen van de voormalige Sovjet-Unie, Turkije, de Arabische Emiraten, Zuid-Korea, China, Japan en Duitsland.
Er zijn meer dan 30 luchtvaartmaatschappijen die vluchten uitvoeren naar Tolmatsjovo. Tolmatsjovo is de thuisbasis van S7 Airlines (de op een na grootste luchtvaartmaatschappij van Rusland) en de kleine maatschappij Novosibirsk Avia.